# Xian de Yunan
Ne doit pas être confondu avec Yunnan.
Le xian de Yunan (郁南县 ; pinyin : Yùnán Xiàn) est un district administratif de la province chinoise du Guangdong. Il est placé sous la juridiction de la ville-préfecture de Yunfu.

## Démographie
La population du district était de 466 810 habitants en 1999.